# Volkmar von Minden
Volkmar (auch Folkmar oder Volmarusus) († 24. Juni 1094, 1095 oder 29. August 1096) war von 1080, effektiv ab 1089 bis zu seinem Tod (Gegen-)Bischof von Minden.
Volkmar war der erste einer Reihe von Mindener Gegenbischöfen. Wie schon sein bis 1080 regierender Vorgänger Bischof Egilbert befürwortete er im Kontext des Investiturstreits zwischen Kaiser und Papst die Absetzung Papst Gregor VII. Der Zwist um die Nachfolge des im Dezember 1080 verstorbenen Egilberts führte zur Doppelbesetzung des Bischofsstuhls durch beide Seiten („Mindener Bischofsschisma“); Kandidat der Gregorianer war Reinward. Volkmar wurde zeitgleich mit dessen Bestellung durch den Papst vom Kaiser zum Bischof ernannt. Reinward konnte seine Ansprüche aber bis zu seinem Tod in Minden behaupten, so dass Volkmar das Stift Minden erst 1089 in Besitz nahm.
Es ist überliefert, dass Volkmar vor seiner Zeit als Bischof von Minden Domherr in Hildesheim war. Wie die meisten Bischöfe der Reichskirche erkannte er (anders als sein Rivale Reinward) den kaiserlichen Papst Clemens III. an. Sein Verhalten als Bischof soll nach Darstellung seiner Gegner von Gottlosigkeit bestimmt gewesen sein. Volkmar wurde in der Johannes-Baptist-Nacht 1094, also dem 24. Juni 1094, oder 1095 oder aber erst am 29. August 1096 (vgl. Tag der Enthauptung Johannes) ermordet. Volkmar war der einzige Mindener Bischof, der einem Mord zum Opfer fiel. Von seinen Vorgängern waren nur Wulfhar und Theoderich, die beide auf dem Schlachtfeld getötet wurden, eines gewaltsamen Todes gestorben. Volkmars Leichnam wurde von den letztlich siegreichen Gregorianern nach 1105 aus seinem Bischofsgrab im Mindener Dom entfernt und der Überlieferung zufolge unehrenhaft unter dem Schwibbogen begraben. Endgültig endete die Zeit der Gegenbischöfe in Minden erst 1120 mit der Weihe von Sigward.